# جامع الزكي
جامع الزكي وهو من مساجد حلب التاريخية الأثرية ويقع في حارة الطبلة، وقد أنشئ في العهد المملوكي، و قد تم ترميم المسجد عدة مرات، ومن أهم آثاره بابه ومئذنته